# Docteur Jerry et Mister Love
Pour les articles homonymes, voir Docteur Jekyll et M. Hyde.
Pour plus de détails, voir Fiche technique et Distribution.
Docteur Jerry et Mister Love (The Nutty Professor) est une comédie américaine écrite et réalisée par Jerry Lewis, sortie en 1963.

## Synopsis
Julius Kelp est un timide professeur de chimie, au physique peu avantageux mais aux brillantes capacités intellectuelles. À la suite d'une dispute avec l'un de ses élèves, il se retrouve coincé sur une étagère dans le placard de sa classe. Secouru par Stella, une étudiante dont il est secrètement amoureux, il va tenter d'acquérir un physique plus avantageux en suivant des cours de musculation.
Hélas, le succès n'est pas au rendez-vous. Aussi décide-t-il de faire appel à ses connaissances en chimie pour inventer un élixir qui le transformera en homme séduisant. Il réussit au-delà de toute espérance et se métamorphose en Mister Love, un playboy séducteur mais égocentrique, cynique et macho.

## Fiche technique
Source IMDb
- Titre original : The Nutty Professor
- Titre français : Docteur Jerry et Mister Love
- Réalisation : Jerry Lewis
- Scénario : J. Lewis et Bill Richmond (en), librement inspiré du roman L'Étrange Cas du docteur Jekyll et de M. Hyde de Robert Louis Stevenson
- Direction artistique : Hal Pereira et Walter H. Tyler
- Costumes : Edith Head
- Photographie : W. Wallace Kelley
- Montage : John Woodcock (monteur)
- Musique : Walter Scharf
- Production : Ernest D. Glucksman
- Société de production : Paramount Pictures Studiocanal
- Société de distribution : Paramount Pictures Studiocanal
- Pays d'origine : États-Unis
- Langue originale : anglais
- Format : couleur (Technicolor) - 1,85:1 - son Mono - 35 mm
- Genre : Comédie de science-fiction
- Durée : 107 minutes
- Dates de sortie :
  - États-Unis : 4 juin 1963
  - France : 4 septembre 1963

## Distribution
Source IMDb

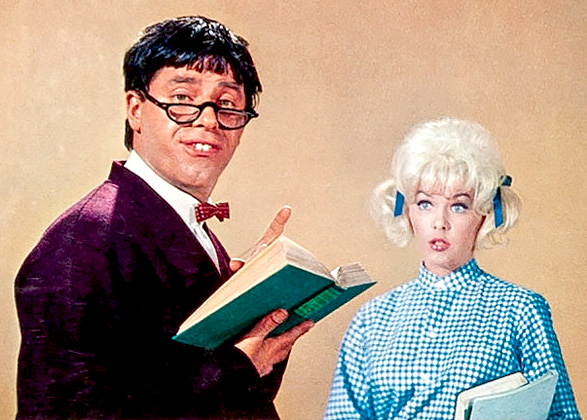
Jerry Lewis et Stella Stevens

- Jerry Lewis  (V.F : Jacques Dynam) : Professeur Julius Kelp / Buddy Love
- Stella Stevens  (V.F : Claude Chantal) : Stella Purdy
- Del Moore (en)  (V.F : Jacques Berthier) : Professeur Mortimer R. Warfield
- Kathleen Freeman  (V.F : Paule Emanuele) : Miss Lemmon
- Howard Morris  (V.F :   Roger Carel ) : le père de Julius
- Elvia Allman  (V.F : Camille Fournier) : la mère de Julius
- Buddy Lester  (V.F : Jean Clarieux) : le barman
- Milton Frome (en)  (V.F : Maurice Dorleac) : le docteur Leevee
- Marvin Kaplan (V.F : Pierre Collet) : un homme au nightclub
- Gavin Gordon : le vendeur de vêtements
- Murray Alper : un employé du gymnase
- Celeste Yarnall : une étudiante
- Richard Kiel : un étudiant de grande taille

## Production

### Développement
De son propre aveu, Jerry Lewis s'est inspiré de son ancien partenaire, le crooner Dean Martin, pour créer le « monstre » du film, le séducteur Buddy Love (bien que, dans les bonus du DVD, il prétende le contraire).
Bouleversant ainsi la tradition qui confondait systématiquement la monstruosité physique et morale, le film apporte une dimension inattendue à la nouvelle de Robert Louis Stevenson, pour qui beauté et vertu semblaient naturellement aller de pair. Pour Jerry Lewis, au contraire, la séduction du mal est de loin plus pernicieuse : s'attirant volontiers les faveurs de ses victimes — fussent-elles une poignée de midinettes —, l'alter ego du timide et disgracieux docteur Kelp masque son âme corruptrice par des dehors factices et « tape-à-l'œil ». Réduit au minimum, le maquillage distingue moins les deux facettes contradictoires du personnage que la double interprétation de l'acteur, sur laquelle repose du reste l'essentiel de la comédie.
Cette vision avait déjà été exploitée dans le film Les Deux Visages du Docteur Jekyll de la Hammer Film Productions, sous un angle non humoristique.
En une séquence de Docteur Jerry et Mister Love, combinant les stéréotypes du savant fou, le suspense de la transformation et la représentation du vécu douloureux par le personnage, Jerry Lewis met à nu, en les subvertissant, les codes de la « métamorphose » comme sous-genre du fantastique.

### Tournage
La production a entièrement tourné ce film entre le 9 octobre 1962 et le 17 décembre 1962 à l'université d'État de l'Arizona à Tempe, la banlieue de Phoenix en Arizona.

### Musique
- That Old Black Magic, interprété par Jerry Lewis
- Stella by Starlight, interprété par Walter Scharf
- We've Got a World That Swings, composé par Lil Mattis et Louis Y. Brown
- I'm in the Mood for Love, interprété par Jerry Lewis
- Leap Frog, composé par Les Brown

## Autour du film
- Le Professeur Foldingue, film de Tom Shadyac sorti en 1996, est un remake de Docteur Jerry et Mister Love.

### Revue de presse
- Gilbert Salachas, « Docteur Jerry et Mister Love », Téléciné no 113-114, Fédération des Loisirs et Culture cinématographique (FLECC), Paris, décembre 1963-janvier 1964,  (ISSN 0049-3287)